# Корнелиано-д’Альба
Корнелиано-д’Альба (итал. Corneliano d'Alba) — коммуна в Италии, располагается в регионе Пьемонт, в провинции Кунео.
Население составляет 2039 человек (2008), плотность населения составляет 204 чел./км². Занимает площадь 10 км². Почтовый индекс — 12040. Телефонный код — 0173.
Покровителем коммуны почитается святая Анна, празднование 26 июля.

## Демография
Динамика населения:

## Администрация коммуны
- Официальный сайт: http://www.cornelianodalba.net/